# Blast (film 1997)
Blast è un film statunitense del 1997 diretto da Albert Pyun.

## Trama
Jack Bryant è un ex campione di Tae Kwon Do che in passato ha avuto problemi con alcool e droga precludendosi così una promettente carriera sportiva. Ora Jack, divorziato, lavora come custode nel villaggio olimpico di Atlanta dove si svolgeranno le olimpiadi. Durante la cerimonia di presentazione dei giochi, un gruppo di spietati terroristi, capeggiati da Omodo penetrano nella piscina olimpica e prendono in ostaggio la squadra femminile di nuoto americana tra cui c'è la ex moglie di Jack. Le loro richieste non si conoscono ma sono pronti ad uccidere chiunque tenti di sventare il loro piano. Solo Jack grazie alle sue grandi abilità nelle arti marziali con l'aiuto del colonnello Leo, capo dell'unità anti terrorismo, può fermarli.